# Liga Światowa w Piłce Siatkowej 2006
Liga Światowa w Piłce Siatkowej 2006 (ang. 2006 FIVB Volleyball World League) – 17. edycja międzynarodowego turnieju siatkarskiego zorganizowanego przez Międzynarodową Federację Piłki Siatkowej (FIVB) dla 16 narodowych reprezentacji.
W stosunku do poprzedniej edycji liczba drużyn została zwiększona do 16. Do rozgrywek powróciły reprezentacje Korei Południowej, Rosji oraz Stanów Zjednoczonych. W Lidze Światowej zadebiutowała reprezentacja Egiptu jako pierwszy reprezentant Afryki.
Rywalizacja składała się z dwóch faz: fazy interkontynentalnej oraz turnieju finałowego. Faza interkontynentalna trwała od 14 lipca do 20 sierpnia. Turniej finałowy rozegrany został w dniach 23–27 sierpnia w małej sportowej arenie „Łużniki” w Moskwie.
Zwycięzcą Ligi Światowej 2006 została po raz szósty i czwarty raz z rzędu reprezentacja Brazylii, która w finale pokonała reprezentację Francji. Brązowy medal zdobyła reprezentacja Rosji.
Pula nagród wyniosła 20 milionów dolarów. Zwycięzca otrzymał milion dolarów.

## System rozgrywek

### Faza interkontynentalna
W rozgrywkach uczestniczy 16 reprezentacji, które zostają podzielone na cztery grupy (A, B, C i D). W ciągu sześciu tygodni w każdej grupie drużyny rozgrywają między sobą po cztery spotkania (dwa jako gospodarz i dwa jako gość). W sumie w ramach fazy interkontynentalnej odbywa się 96 spotkań.
Awans do turnieju finałowego uzyskują:
- gospodarz turnieju finałowego;
- zwycięzcy poszczególnych grup;
- drużyna, która otrzymała od FIVB dziką kartę.

### Turniej finałowy
6 drużyn, które zaklasyfikowały się do turnieju finałowego, zostają podzielone na dwie grupy (E i F) systemem serpentyny. Drużyny rozstawione zostają na podstawie liczby punktów zdobytych w fazie interkontynentalnej. Gospodarz automatycznie trafia do grupy E, natomiast drużyna, która otrzymała dziką kartę – do grupy F.
| Grupa E     | Grupa F     |
| ----------- | ----------- |
| organizator | (1)         |
| (3)         | (2)         |
| (4)         | dzika karta |

W ramach grup drużyny rozgrywają między sobą po jednym spotkaniu. Dodatkowo każda z drużyn rozgrywa jedno spotkanie z zespołem z przeciwnej drużyny według następującego klucza:
- drużyna rozstawiona z nr. 4 vs drużyna, która otrzymała dziką kartę,
- drużyna rozstawiona z nr. 3 vs drużyna rozstawiona z nr. 2,
- organizator turnieju finałowego vs drużyna rozstawiona z nr. 1.

Do półfinałów awans uzyskują dwie najlepsze drużyny z poszczególnych grup. Pary półfinałowe tworzone są według klucza:
- E1 – F2;
- E2 – F1.

Zwycięzcy półfinałów grają o zwycięstwo w całych rozgrywkach, natomiast przegrani – o brązowy medal.

## Drużyny uczestniczące
| Grupa A                                              | Grupa B                                 | Grupa C                    | Grupa D                              |
| ---------------------------------------------------- | --------------------------------------- | -------------------------- | ------------------------------------ |
| Serbia i Czarnogóra Stany Zjednoczone Polska Japonia | Brazylia Argentyna Portugalia Finlandia | Włochy Rosja Chiny Francja | Kuba Korea Południowa Bułgaria Egipt |

## Faza interkontynentalna
Wszystkie godziny według czasu lokalnego. 

### Grupa A

#### Tabela
| Lp. | Drużyna             | Pkt | Mecze | Mecze | Mecze | Małe punkty | Małe punkty | Małe punkty | Sety | Sety | Sety  |
| Lp. | Drużyna             | Pkt | M     | W     | P     | zdob.       | str.        | ratio       | wyg. | prz. | ratio |
| --- | ------------------- | --- | ----- | ----- | ----- | ----------- | ----------- | ----------- | ---- | ---- | ----- |
| 1   | Serbia i Czarnogóra | 21  | 12    | 9     | 3     | 1108        | 1039        | 1.066       | 29   | 18   | 1.611 |
| 2   | Polska              | 21  | 12    | 9     | 3     | 1161        | 1118        | 1.038       | 31   | 19   | 1.632 |
| 3   | Stany Zjednoczone   | 17  | 12    | 5     | 7     | 1027        | 985         | 1.043       | 22   | 23   | 0.957 |
| 4   | Japonia             | 13  | 12    | 1     | 11    | 924         | 1078        | 0.857       | 11   | 33   | 0.333 |

Źródło: FIVB (ang.)
Zasady ustalania kolejności: 1. liczba zdobytych punktów; 2. wyższy stosunek małych punktów; 3. wyższy stosunek setów.
Punktacja: zwycięstwo – 2 pkt; porażka – 1 pkt
     Awans do turnieju finałowego

#### 1. kolejka
Miejsce spotkań: E Center, West Valley City / Sun Arena, Ise
| Data       | Godz. | Drużyna 1         | Wynik | Drużyna 2           | 1     | 2     | 3     | 4     | 5 | Razem  | Czas | Widzów | *      |
| ---------- | ----- | ----------------- | ----- | ------------------- | ----- | ----- | ----- | ----- | - | ------ | ---- | ------ | ------ |
| 14.07.2006 | 19:00 | Stany Zjednoczone | 1:3   | Polska              | 25:22 | 23:25 | 23:25 | 23:25 |   | 94:97  | 1:47 | 1003   | raport |
| 15.07.2006 | 19:00 | Stany Zjednoczone | 1:3   | Polska              | 24:26 | 13:25 | 25:20 | 22:25 |   | 84:96  | 1:35 | 2247   | raport |
| 15.07.2006 | 14:30 | Japonia           | 3:0   | Serbia i Czarnogóra | 25:22 | 25:22 | 25:20 |       |   | 75:64  | 1:13 | 3126   | raport |
| 16.07.2006 | 14:00 | Japonia           | 1:3   | Serbia i Czarnogóra | 28:26 | 16:25 | 26:28 | 22:25 |   | 92:104 | 1:52 | 4022   | raport |

#### 2. kolejka
Miejsce spotkań: Centar Milenijum, Vršac (21 lipca), Hala Pionir, Belgrad (22 lipca) / Hiroshima Green Arena, Hiroszima
| Data       | Godz. | Drużyna 1           | Wynik | Drużyna 2         | 1     | 2     | 3     | 4     | 5     | Razem  | Czas | Widzów | *      |
| ---------- | ----- | ------------------- | ----- | ----------------- | ----- | ----- | ----- | ----- | ----- | ------ | ---- | ------ | ------ |
| 21.07.2006 | 20:00 | Serbia i Czarnogóra | 3:1   | Polska            | 25:17 | 22:25 | 25:19 | 32:30 |       | 104:91 | 2:00 | 3950   | raport |
| 22.07.2006 | 20:00 | Serbia i Czarnogóra | 3:2   | Polska            | 25:19 | 22:25 | 25:17 | 16:25 | 15:11 | 103:97 | 2:03 | 4745   | raport |
| 22.07.2006 | 13:00 | Japonia             | 0:3   | Stany Zjednoczone | 15:25 | 22:25 | 17:25 |       |       | 54:75  | 1:16 | 3150   | raport |
| 23.07.2006 | 20:00 | Japonia             | 0:3   | Stany Zjednoczone | 12:25 | 21:25 | 18:25 |       |       | 51:75  | 1:16 | 3360   | raport |

#### 3. kolejka
Miejsce spotkań: Hala Sportowa MOSiR, Łódź / Target Center, Minneapolis
| Data       | Godz. | Drużyna 1         | Wynik | Drużyna 2           | 1     | 2     | 3     | 4     | 5 | Razem | Czas | Widzów | *      |
| ---------- | ----- | ----------------- | ----- | ------------------- | ----- | ----- | ----- | ----- | - | ----- | ---- | ------ | ------ |
| 29.07.2006 | 15:00 | Polska            | 1:3   | Serbia i Czarnogóra | 17:25 | 25:21 | 24:26 | 21:25 |   | 87:97 | 1:54 | 9485   | raport |
| 30.07.2006 | 18:30 | Polska            | 3:1   | Serbia i Czarnogóra | 25:23 | 21:25 | 25:18 | 25:19 |   | 96:85 | 1:59 | 9780   | raport |
| 29.07.2006 | 19:00 | Stany Zjednoczone | 3:0   | Japonia             | 25:18 | 25:20 | 25:18 |       |   | 75:56 | 1:10 | 2170   | raport |
| 30.07.2006 | 19:00 | Stany Zjednoczone | 3:1   | Japonia             | 25:15 | 21:25 | 25:17 | 25:15 |   | 96:72 | 1:37 | 1520   | raport |

#### 4. kolejka
Miejsce spotkań: Spokane Arena, Spokane / Funabashi Arena, Funabashi
| Data       | Godz. | Drużyna 1         | Wynik | Drużyna 2           | 1     | 2     | 3     | 4     | 5     | Razem   | Czas | Widzów | *      |
| ---------- | ----- | ----------------- | ----- | ------------------- | ----- | ----- | ----- | ----- | ----- | ------- | ---- | ------ | ------ |
| 04.08.2006 | 20:00 | Stany Zjednoczone | 1:3   | Serbia i Czarnogóra | 25:13 | 34:36 | 22:25 | 17:25 |       | 98:99   | 1:42 | 2128   | raport |
| 05.08.2006 | 20:00 | Stany Zjednoczone | 3:1   | Serbia i Czarnogóra | 27:25 | 25:22 | 25:27 | 25:21 |       | 102:95  | 1:45 | 1820   | raport |
| 05.08.2006 | 14:30 | Japonia           | 2:3   | Polska              | 19:25 | 28:30 | 25:21 | 25:18 | 20:22 | 117:116 | 2:21 | 4400   | raport |
| 06.08.2006 | 13:00 | Japonia           | 0:3   | Polska              | 33:35 | 21:25 | 17:25 |       |       | 71:85   | 1:27 | 4050   | raport |

#### 5. kolejka
Miejsce spotkań: Spodek, Katowice / SPC „Wojwodina”, Nowy Sad (12 sierpnia), Centar Milenijum, Vršac (13 sierpnia)
| Data       | Godz. | Drużyna 1           | Wynik | Drużyna 2         | 1     | 2     | 3     | 4     | 5     | Razem   | Czas | Widzów | *      |
| ---------- | ----- | ------------------- | ----- | ----------------- | ----- | ----- | ----- | ----- | ----- | ------- | ---- | ------ | ------ |
| 12.08.2006 | 18:30 | Polska              | 3:2   | Stany Zjednoczone | 17:25 | 21:25 | 25:19 | 25:23 | 17:15 | 105:107 | 2:22 | 10890  | raport |
| 13.08.2006 | 18:30 | Polska              | 3:0   | Stany Zjednoczone | 25:22 | 25:19 | 25:23 |       |       | 75:64   | 1:30 | 10920  | raport |
| 12.08.2006 | 20:00 | Serbia i Czarnogóra | 3:0   | Japonia           | 26:24 | 25:17 | 25:19 |       |       | 76:60   | 1:09 | 6100   | raport |
| 13.08.2006 | 20:00 | Serbia i Czarnogóra | 3:1   | Japonia           | 25:18 | 25:20 | 21:25 | 25:21 |       | 96:84   | 1:38 | 5000   | raport |

#### 6. kolejka
Miejsce spotkań: Hala Pionir, Belgrad (18 sierpnia), SPC „Wojwodina”, Nowy Sad (19 sierpnia) / Hala Arena, Poznań
| Data       | Godz. | Drużyna 1           | Wynik | Drużyna 2         | 1     | 2     | 3     | 4     | 5     | Razem   | Czas | Widzów | *      |
| ---------- | ----- | ------------------- | ----- | ----------------- | ----- | ----- | ----- | ----- | ----- | ------- | ---- | ------ | ------ |
| 18.08.2006 | 20:00 | Serbia i Czarnogóra | 3:2   | Stany Zjednoczone | 21:25 | 24:26 | 25:16 | 25:16 | 15:13 | 110:96  | 2:08 | 7000   | raport |
| 19.08.2006 | 20:00 | Serbia i Czarnogóra | 3:0   | Stany Zjednoczone | 25:23 | 25:15 | 25:23 |       |       | 75:61   | 1:21 | 7950   | raport |
| 19.08.2006 | 15:00 | Polska              | 3:1   | Japonia           | 24:26 | 25:23 | 25:23 | 25:13 |       | 99:85   | 1:59 | 5320   | raport |
| 20.08.2006 | 18:30 | Polska              | 3:2   | Japonia           | 22:25 | 25:18 | 25:19 | 23:25 | 22:20 | 117:107 | 2:25 | 5500   | raport |

### Grupa B

#### Tabela
| Lp. | Drużyna    | Pkt | Mecze | Mecze | Mecze | Małe punkty | Małe punkty | Małe punkty | Sety | Sety | Sety  |
| Lp. | Drużyna    | Pkt | M     | W     | P     | zdob.       | str.        | ratio       | wyg. | prz. | ratio |
| --- | ---------- | --- | ----- | ----- | ----- | ----------- | ----------- | ----------- | ---- | ---- | ----- |
| 1   | Brazylia   | 24  | 12    | 12    | 0     | 1047        | 865         | 1.210       | 36   | 6    | 6.000 |
| 2   | Argentyna  | 19  | 12    | 7     | 5     | 979         | 1010        | 0.969       | 22   | 21   | 1.048 |
| 3   | Finlandia  | 16  | 12    | 4     | 8     | 1007        | 1040        | 0.968       | 19   | 26   | 0.731 |
| 4   | Portugalia | 13  | 12    | 1     | 11    | 994         | 1112        | 0.894       | 11   | 35   | 0.314 |

Źródło: FIVB (ang.)
Zasady ustalania kolejności: 1. liczba zdobytych punktów; 2. wyższy stosunek małych punktów; 3. wyższy stosunek setów.
Punktacja: zwycięstwo – 2 pkt; porażka – 1 pkt
     Awans do turnieju finałowego

#### 1. kolejka
Miejsce spotkań: Hala lodowa Oulu, Oulu / Estadio Aldo Cantoni, San Juan
| Data       | Godz. | Drużyna 1 | Wynik | Drużyna 2  | 1     | 2     | 3     | 4 | 5 | Razem | Czas | Widzów | *      |
| ---------- | ----- | --------- | ----- | ---------- | ----- | ----- | ----- | - | - | ----- | ---- | ------ | ------ |
| 14.07.2006 | 18:30 | Finlandia | 3:0   | Portugalia | 25:21 | 29:27 | 25:19 |   |   | 79:67 | 1:30 | 2150   | raport |
| 15.07.2006 | 18:30 | Finlandia | 3:0   | Portugalia | 26:24 | 25:20 | 25:22 |   |   | 76:66 | 1:22 | 2005   | raport |
| 15.07.2006 | 18:00 | Argentyna | 0:3   | Brazylia   | 20:25 | 23:25 | 22:25 |   |   | 65:75 | 1:28 | 7000   | raport |
| 16.07.2006 | 18:00 | Argentyna | 0:3   | Brazylia   | 17:25 | 17:25 | 20:25 |   |   | 54:75 | 1:18 | 7900   | raport |

#### 2. kolejka
Miejsce spotkań: Mineirinho, Belo Horizonte / Centro de Desportos e Congressos, Matosinhos
| Data       | Godz. | Drużyna 1  | Wynik | Drużyna 2 | 1     | 2     | 3     | 4     | 5     | Razem   | Czas | Widzów | *      |
| ---------- | ----- | ---------- | ----- | --------- | ----- | ----- | ----- | ----- | ----- | ------- | ---- | ------ | ------ |
| 22.07.2006 | 10:00 | Brazylia   | 3:1   | Argentyna | 25:15 | 24:26 | 25:22 | 25:23 |       | 99:86   | 1:53 | 11726  | raport |
| 23.07.2006 | 10:00 | Brazylia   | 3:0   | Argentyna | 25:15 | 25:17 | 25:21 |       |       | 75:53   | 1:20 | 13570  | raport |
| 22.07.2006 | 16:00 | Portugalia | 3:2   | Finlandia | 25:23 | 18:25 | 16:25 | 25:22 | 15:13 | 99:108  | 2:16 | 430    | raport |
| 23.07.2006 | 16:00 | Portugalia | 2:3   | Finlandia | 25:15 | 22:25 | 25:20 | 27:29 | 10:15 | 109:104 | 2:10 | 750    | raport |

#### 3. kolejka
Miejsce spotkań: Hala lodowa Kuopio, Kuopio / Pavilhão Atlântico, Lizbona
| Data       | Godz. | Drużyna 1  | Wynik | Drużyna 2 | 1     | 2     | 3     | 4 | 5 | Razem | Czas | Widzów | *      |
| ---------- | ----- | ---------- | ----- | --------- | ----- | ----- | ----- | - | - | ----- | ---- | ------ | ------ |
| 28.07.2006 | 18:30 | Finlandia  | 0:3   | Argentyna | 22:25 | 18:25 | 22:25 |   |   | 62:75 | 1:20 | 3050   | raport |
| 29.07.2006 | 18:30 | Finlandia  | 0:3   | Argentyna | 23:25 | 20:25 | 23:25 |   |   | 66:75 | 1:29 | 2260   | raport |
| 29.07.2006 | 16:00 | Portugalia | 0:3   | Brazylia  | 23:25 | 20:25 | 15:25 |   |   | 58:75 | 1:18 | 530    | raport |
| 30.07.2006 | 16:00 | Portugalia | 0:3   | Brazylia  | 20:25 | 16:25 | 22:25 |   |   | 58:75 | 1:24 | 610    | raport |

#### 4. kolejka
Miejsce spotkań: Hala lodowa Tampere, Tampere / Centro de Desportos e Congressos, Matosinhos
| Data       | Godz. | Drużyna 1  | Wynik | Drużyna 2 | 1     | 2     | 3     | 4     | 5     | Razem   | Czas | Widzów | *      |
| ---------- | ----- | ---------- | ----- | --------- | ----- | ----- | ----- | ----- | ----- | ------- | ---- | ------ | ------ |
| 04.08.2006 | 18:30 | Finlandia  | 0:3   | Brazylia  | 17:25 | 22:25 | 21:25 |       |       | 60:75   | 1:19 | 6150   | raport |
| 05.08.2006 | 18:30 | Finlandia  | 1:3   | Brazylia  | 17:25 | 25:27 | 25:22 | 17:25 |       | 84:99   | 1:53 | 5450   | raport |
| 05.08.2006 | 16:00 | Portugalia | 2:3   | Argentyna | 22:25 | 20:25 | 27:25 | 25:16 | 12:15 | 106:106 | 2:12 | 440    | raport |
| 06.08.2006 | 16:00 | Portugalia | 2:3   | Argentyna | 25:23 | 29:27 | 25:27 | 19:25 | 19:21 | 117:123 | 2:25 | 630    | raport |

#### 5. kolejka
Miejsce spotkań: Ginásio Nilson Nelson, Brasília / Estadio Cubierto Claudio Newell, Rosario
| Data       | Godz. | Drużyna 1 | Wynik | Drużyna 2  | 1     | 2     | 3     | 4     | 5 | Razem | Czas | Widzów | *      |
| ---------- | ----- | --------- | ----- | ---------- | ----- | ----- | ----- | ----- | - | ----- | ---- | ------ | ------ |
| 12.08.2006 | 10:00 | Brazylia  | 3:1   | Finlandia  | 22:25 | 25:19 | 25:19 | 25:20 |   | 97:83 | 1:45 | 18762  | raport |
| 13.08.2006 | 10:00 | Brazylia  | 3:1   | Finlandia  | 25:23 | 25:21 | 23:25 | 25:23 |   | 98:92 | 1:45 | 18762  | raport |
| 12.08.2006 | 18:00 | Argentyna | 3:0   | Portugalia | 25:22 | 25:18 | 30:28 |       |   | 80:68 | 1:38 | 7200   | raport |
| 13.08.2006 | 18:00 | Argentyna | 3:0   | Portugalia | 25:22 | 32:30 | 25:22 |       |   | 82:74 | 1:39 | 9100   | raport |

#### 6. kolejka
Miejsce spotkań: Ginásio Paulo Sarasate, Fortaleza / Polideportivo Fray Mamerto Esquiu, Catamarca
| Data       | Godz. | Drużyna 1 | Wynik | Drużyna 2  | 1     | 2     | 3     | 4     | 5     | Razem   | Czas | Widzów | *      |
| ---------- | ----- | --------- | ----- | ---------- | ----- | ----- | ----- | ----- | ----- | ------- | ---- | ------ | ------ |
| 19.08.2006 | 9:00  | Brazylia  | 3:1   | Portugalia | 22:25 | 25:20 | 25:21 | 25:18 |       | 97:84   | 1:49 | 8614   | raport |
| 20.08.2006 | 10:00 | Brazylia  | 3:1   | Portugalia | 25:17 | 32:34 | 25:20 | 25:17 |       | 107:88  | 2:05 | 8614   | raport |
| 19.08.2006 | 18:00 | Argentyna | 3:2   | Finlandia  | 22:25 | 36:34 | 25:18 | 27:29 | 15:12 | 125:118 | 2:23 | 6290   | raport |
| 20.08.2006 | 18:00 | Argentyna | 0:3   | Finlandia  | 19:25 | 19:25 | 17:25 |       |       | 55:75   | 1:08 | 6290   | raport |

### Grupa C

#### Tabela
| Lp. | Drużyna | Pkt | Mecze | Mecze | Mecze | Małe punkty | Małe punkty | Małe punkty | Sety | Sety | Sety  |
| Lp. | Drużyna | Pkt | M     | W     | P     | zdob.       | str.        | ratio       | wyg. | prz. | ratio |
| --- | ------- | --- | ----- | ----- | ----- | ----------- | ----------- | ----------- | ---- | ---- | ----- |
| 1   | Francja | 21  | 12    | 9     | 3     | 1110        | 1065        | 1.042       | 29   | 19   | 1.526 |
| 2   | Rosja   | 20  | 12    | 8     | 4     | 1060        | 977         | 1.085       | 30   | 16   | 1.875 |
| 3   | Włochy  | 19  | 12    | 7     | 5     | 1057        | 1002        | 1.055       | 27   | 19   | 1.421 |
| 4   | Chiny   | 12  | 12    | 0     | 12    | 808         | 991         | 0.815       | 4    | 36   | 0.111 |

Źródło: FIVB (ang.)
Zasady ustalania kolejności: 1. liczba zdobytych punktów; 2. wyższy stosunek małych punktów; 3. wyższy stosunek setów.
Punktacja: zwycięstwo – 2 pkt; porażka – 1 pkt
     Awans do turnieju finałowego
     Gospodarz turnieju finałowego
     Dzika karta na grę w turnieju finałowym

#### 1. kolejka
Miejsce spotkań: Pałac Sportu „Dinamo”, Moskwa / Sichuan Gymnasium, Chengdu
| Data       | Godz. | Drużyna 1 | Wynik | Drużyna 2 | 1     | 2     | 3     | 4     | 5     | Razem   | Czas | Widzów | *      |
| ---------- | ----- | --------- | ----- | --------- | ----- | ----- | ----- | ----- | ----- | ------- | ---- | ------ | ------ |
| 15.07.2006 | 18:00 | Rosja     | 2:3   | Francja   | 22:25 | 23:25 | 25:19 | 25:20 | 13:15 | 108:104 | 2:21 | 4039   | raport |
| 16.07.2006 | 18:00 | Rosja     | 3:0   | Francja   | 25:20 | 32:30 | 25:20 |       |       | 82:70   | 1:35 | 3840   | raport |
| 15.07.2006 | 20:00 | Chiny     | 0:3   | Włochy    | 14:25 | 14:25 | 25:27 |       |       | 53:77   | 1:07 | 5304   | raport |
| 16.07.2006 | 15:30 | Chiny     | 0:3   | Włochy    | 17:25 | 24:26 | 18:25 |       |       | 59:76   | 1:08 | 4022   | raport |

#### 2. kolejka
Miejsce spotkań: PalaOlimpia, Werona (21 lipca), PalaTrento, Trydent (22 lipca) / Sichuan Gymnasium, Chengdu
| Data       | Godz. | Drużyna 1 | Wynik | Drużyna 2 | 1     | 2     | 3     | 4     | 5     | Razem   | Czas | Widzów | *      |
| ---------- | ----- | --------- | ----- | --------- | ----- | ----- | ----- | ----- | ----- | ------- | ---- | ------ | ------ |
| 21.07.2006 | 20:30 | Włochy    | 1:3   | Francja   | 20:25 | 25:19 | 20:25 | 23:25 |       | 88:94   | 1:46 | 4351   | raport |
| 23.07.2006 | 18:30 | Włochy    | 2:3   | Francja   | 29:27 | 25:23 | 20:25 | 21:25 | 14:16 | 109:116 | 2:11 | 4700   | raport |
| 22.07.2006 | 20:00 | Chiny     | 1:3   | Rosja     | 22:25 | 30:28 | 19:25 | 29:31 |       | 100:109 | 1:54 | 4689   | raport |
| 23.07.2006 | 15:30 | Chiny     | 0:3   | Rosja     | 23:25 | 23:25 | 18:25 |       |       | 64:75   | 1:15 | 3750   | raport |

#### 3. kolejka
Miejsce spotkań: Mazda Palace, Genua (28 lipca), PalaRuffini, Turyn (30 lipca) / Sichuan Gymnasium, Chengdu
| Data       | Godz. | Drużyna 1 | Wynik | Drużyna 2 | 1     | 2     | 3     | 4     | 5 | Razem | Czas | Widzów | *      |
| ---------- | ----- | --------- | ----- | --------- | ----- | ----- | ----- | ----- | - | ----- | ---- | ------ | ------ |
| 28.07.2006 | 20:30 | Włochy    | 0:3   | Rosja     | 21:25 | 21:25 | 18:25 |       |   | 60:75 | 1:18 | 4950   | raport |
| 30.07.2006 | 18:30 | Włochy    | 1:3   | Rosja     | 16:25 | 19:25 | 25:23 | 23:25 |   | 83:98 | 1:41 | 4880   | raport |
| 29.07.2006 | 20:00 | Chiny     | 0:3   | Francja   | 26:28 | 22:25 | 23:25 |       |   | 71:78 | 1:21 | 4130   | raport |
| 30.07.2006 | 15:30 | Chiny     | 0:3   | Francja   | 21:25 | 20:25 | 22:25 |       |   | 63:75 | 1:12 | 3650   | raport |

#### 4. kolejka
Miejsce spotkań: Pałac Sportu „Urałoczka”, Jekaterynburg / La Palestre, Le Cannet
| Data       | Godz. | Drużyna 1 | Wynik | Drużyna 2 | 1     | 2     | 3     | 4     | 5     | Razem   | Czas | Widzów | *      |
| ---------- | ----- | --------- | ----- | --------- | ----- | ----- | ----- | ----- | ----- | ------- | ---- | ------ | ------ |
| 05.08.2006 | 18:00 | Rosja     | 3:0   | Chiny     | 25:12 | 25:17 | 25:22 |       |       | 75:51   | 1:06 | 3766   | raport |
| 06.08.2006 | 18:00 | Rosja     | 3:2   | Chiny     | 25:13 | 21:25 | 25:17 | 16:25 | 15:12 | 102:92  | 1:55 | 3091   | raport |
| 05.08.2006 | 19:00 | Francja   | 2:3   | Włochy    | 27:29 | 27:25 | 25:21 | 24:26 | 17:19 | 120:120 | 2:16 | 3450   | raport |
| 06.08.2006 | 19:00 | Francja   | 3:2   | Włochy    | 23:25 | 25:18 | 26:28 | 25:20 | 16:14 | 115:105 | 2:03 | 3400   | raport |

#### 5. kolejka
Miejsce spotkań: PalaCatania, Katania / Palais des sports Pierre-de-Coubertin, Montpellier
| Data       | Godz. | Drużyna 1 | Wynik | Drużyna 2 | 1     | 2     | 3     | 4     | 5    | Razem | Czas | Widzów | *      |
| ---------- | ----- | --------- | ----- | --------- | ----- | ----- | ----- | ----- | ---- | ----- | ---- | ------ | ------ |
| 11.08.2006 | 20:30 | Włochy    | 3:0   | Chiny     | 25:18 | 25:21 | 25:20 |       |      | 75:59 | 1:15 | 4200   | raport |
| 12.08.2006 | 20:30 | Włochy    | 3:0   | Chiny     | 25:14 | 25:22 | 25:13 |       |      | 75:49 | 1:07 | 4050   | raport |
| 12.08.2006 | 20:30 | Francja   | 0:3   | Rosja     | 23:25 | 24:26 | 18:25 |       |      | 65:76 | 1:19 | 3610   | raport |
| 13.08.2006 | 17:30 | Francja   | 3:2   | Rosja     | 25:17 | 18:25 | 25:20 | 16:25 | 15:9 | 99:96 | 1:56 | 3250   | raport |

#### 6. kolejka
Miejsce spotkań: Palais des sports de Beaublanc, Limoges / Mała sportowa arena „Łużniki”, Moskwa
| Data       | Godz. | Drużyna 1 | Wynik | Drużyna 2 | 1     | 2     | 3     | 4     | 5    | Razem  | Czas | Widzów | *      |
| ---------- | ----- | --------- | ----- | --------- | ----- | ----- | ----- | ----- | ---- | ------ | ---- | ------ | ------ |
| 19.08.2006 | 17:00 | Francja   | 3:1   | Chiny     | 25:18 | 25:17 | 22:25 | 27:25 |      | 99:85  | 1:46 | 2570   | raport |
| 20.08.2006 | 17:00 | Francja   | 3:0   | Chiny     | 25:22 | 25:22 | 25:18 |       |      | 75:62  | 1:14 | 1800   | raport |
| 19.08.2006 | 18:00 | Rosja     | 0:3   | Włochy    | 22:25 | 27:29 | 24:26 |       |      | 73:80  | 1:28 | 3018   | raport |
| 20.08.2006 | 18:00 | Rosja     | 2:3   | Włochy    | 18:25 | 25:22 | 17:25 | 25:22 | 6:15 | 91:109 | 1:53 | 4000   | raport |

### Grupa D

#### Tabela
| Lp. | Drużyna          | Pkt | Mecze | Mecze | Mecze | Małe punkty | Małe punkty | Małe punkty | Sety | Sety | Sety  |
| Lp. | Drużyna          | Pkt | M     | W     | P     | zdob.       | str.        | ratio       | wyg. | prz. | ratio |
| --- | ---------------- | --- | ----- | ----- | ----- | ----------- | ----------- | ----------- | ---- | ---- | ----- |
| 1   | Bułgaria         | 22  | 12    | 10    | 2     | 990         | 838         | 1.181       | 33   | 8    | 4.125 |
| 2   | Kuba             | 22  | 12    | 10    | 2     | 971         | 832         | 1.167       | 30   | 11   | 2.727 |
| 3   | Korea Południowa | 16  | 12    | 4     | 8     | 925         | 994         | 0.931       | 15   | 28   | 0.536 |
| 4   | Egipt            | 12  | 12    | 0     | 12    | 779         | 1001        | 0.778       | 5    | 36   | 0.139 |

Źródło: FIVB (ang.)
Zasady ustalania kolejności: 1. liczba zdobytych punktów; 2. wyższy stosunek małych punktów; 3. wyższy stosunek setów.
Punktacja: zwycięstwo – 2 pkt; porażka – 1 pkt
     Awans do turnieju finałowego

#### 1. kolejka
Miejsce spotkań: Chungmu Gymnasium, Daejeon / Pałac Kultury i Sportu, Warna
| Data       | Godz. | Drużyna 1        | Wynik | Drużyna 2 | 1     | 2     | 3     | 4     | 5 | Razem | Czas | Widzów | *      |
| ---------- | ----- | ---------------- | ----- | --------- | ----- | ----- | ----- | ----- | - | ----- | ---- | ------ | ------ |
| 15.07.2006 | 14:00 | Korea Południowa | 1:3   | Kuba      | 23:25 | 16:25 | 25:21 | 21:25 |   | 85:96 | 1:42 | 2730   | raport |
| 16.07.2006 | 14:00 | Korea Południowa | 0:3   | Kuba      | 20:25 | 24:26 | 21:25 |       |   | 65:76 | 1:20 | 3650   | raport |
| 15.07.2006 | 17:30 | Bułgaria         | 3:0   | Egipt     | 26:24 | 25:21 | 25:16 |       |   | 76:61 | 1:13 | 5060   | raport |
| 16.07.2006 | 17:30 | Bułgaria         | 3:0   | Egipt     | 25:16 | 25:19 | 25:19 |       |   | 75:54 | 1:10 | 3800   | raport |

#### 2. kolejka
Miejsce spotkań: Coliseo de la Ciudad Deportiva, Hawana / Jeonju Gymnasium, Jeonju
| Data       | Godz. | Drużyna 1        | Wynik | Drużyna 2 | 1     | 2     | 3     | 4     | 5 | Razem | Czas | Widzów | *      |
| ---------- | ----- | ---------------- | ----- | --------- | ----- | ----- | ----- | ----- | - | ----- | ---- | ------ | ------ |
| 21.07.2006 | 20:40 | Kuba             | 3:0   | Egipt     | 25:18 | 25:18 | 25:12 |       |   | 75:48 | 1:13 | 7707   | raport |
| 22.07.2006 | 20:40 | Kuba             | 3:0   | Egipt     | 25:17 | 25:19 | 25:19 |       |   | 75:55 | 1:10 | 3122   | raport |
| 22.07.2006 | 14:00 | Korea Południowa | 1:3   | Bułgaria  | 21:25 | 25:27 | 25:22 | 21:25 |   | 92:99 | 1:43 | 4020   | raport |
| 23.07.2006 | 14:00 | Korea Południowa | 0:3   | Bułgaria  | 20:25 | 22:25 | 21:25 |       |   | 63:75 | 1:17 | 4350   | raport |

#### 3. kolejka
Miejsce spotkań: Kompleks hal sportowych przy Stadionie Międzynarodowym, Kair / Coliseo de la Ciudad Deportiva, Hawana
| Data       | Godz. | Drużyna 1 | Wynik | Drużyna 2        | 1     | 2     | 3     | 4     | 5 | Razem | Czas | Widzów | *      |
| ---------- | ----- | --------- | ----- | ---------------- | ----- | ----- | ----- | ----- | - | ----- | ---- | ------ | ------ |
| 28.07.2006 | 20:00 | Egipt     | 1:3   | Korea Południowa | 25:21 | 15:25 | 19:25 | 16:25 |   | 75:96 | 1:43 | 3810   | raport |
| 30.07.2006 | 20:00 | Egipt     | 0:3   | Korea Południowa | 23:25 | 22:25 | 18:25 |       |   | 63:75 | 1:28 | 3640   | raport |
| 31.07.2006 | 20:40 | Kuba      | 3:1   | Bułgaria         | 25:19 | 25:21 | 22:25 | 25:16 |   | 97:81 | 1:45 | 6200   | raport |
| 01.08.2006 | 14:00 | Kuba      | 0:3   | Bułgaria         | 20:25 | 22:25 | 21:25 |       |   | 63:75 | 1:17 | 2100   | raport |

#### 4. kolejka
Miejsce spotkań: Kompleks hal sportowych przy Stadionie Międzynarodowym, Kair / Pałac Kultury i Sportu, Warna
| Data       | Godz. | Drużyna 1 | Wynik | Drużyna 2        | 1     | 2     | 3     | 4     | 5 | Razem | Czas | Widzów | *      |
| ---------- | ----- | --------- | ----- | ---------------- | ----- | ----- | ----- | ----- | - | ----- | ---- | ------ | ------ |
| 04.08.2006 | 20:00 | Egipt     | 1:3   | Kuba             | 14:25 | 21:25 | 25:23 | 11:25 |   | 71:98 | 1:37 | 3790   | raport |
| 06.08.2006 | 20:00 | Egipt     | 0:3   | Kuba             | 13:25 | 17:25 | 23:25 |       |   | 53:75 | 1:12 | 3795   | raport |
| 05.08.2006 | 17:30 | Bułgaria  | 3:1   | Korea Południowa | 25:21 | 16:25 | 25:16 | 25:19 |   | 91:81 | 1:35 | 5200   | raport |
| 06.08.2006 | 17:30 | Bułgaria  | 3:0   | Korea Południowa | 25:19 | 25:19 | 25:18 |       |   | 75:56 | 1:10 | 4190   | raport |

#### 5. kolejka
Miejsce spotkań: Donghae Gymnasium, Donghae / Pałac Kultury i Sportu, Warna
| Data       | Godz. | Drużyna 1        | Wynik | Drużyna 2 | 1     | 2     | 3     | 4     | 5     | Razem   | Czas | Widzów | *      |
| ---------- | ----- | ---------------- | ----- | --------- | ----- | ----- | ----- | ----- | ----- | ------- | ---- | ------ | ------ |
| 12.08.2006 | 14:00 | Korea Południowa | 3:2   | Egipt     | 25:19 | 21:25 | 25:20 | 21:25 | 15:13 | 107:102 | 2:02 | 3500   | raport |
| 13.08.2006 | 14:00 | Korea Południowa | 3:1   | Egipt     | 21:25 | 25:22 | 28:26 | 25:19 |       | 99:92   | 1:41 | 3475   | raport |
| 12.08.2006 | 17:30 | Bułgaria         | 2:3   | Kuba      | 22:25 | 27:29 | 25:13 | 25:15 | 14:16 | 113:98  | 2:09 | 7550   | raport |
| 13.08.2006 | 17:30 | Bułgaria         | 3:0   | Kuba      | 30:28 | 25:19 | 25:21 |       |       | 80:68   | 1:24 | 6800   | raport |

#### 6. kolejka
Miejsce spotkań: Kompleks hal sportowych przy Stadionie Międzynarodowym, Kair / Coliseo de la Ciudad Deportiva, Hawana
| Data       | Godz. | Drużyna 1 | Wynik | Drużyna 2        | 1     | 2     | 3     | 4 | 5 | Razem | Czas | Widzów | *      |
| ---------- | ----- | --------- | ----- | ---------------- | ----- | ----- | ----- | - | - | ----- | ---- | ------ | ------ |
| 18.08.2006 | 20:00 | Egipt     | 0:3   | Bułgaria         | 20:25 | 19:25 | 11:25 |   |   | 50:75 | 1:16 | 2400   | raport |
| 20.08.2006 | 20:00 | Egipt     | 0:3   | Bułgaria         | 20:25 | 19:25 | 16:25 |   |   | 55:75 | 1:13 | 2300   | raport |
| 18.08.2006 | 20:40 | Kuba      | 3:0   | Korea Południowa | 25:17 | 25:19 | 25:13 |   |   | 75:49 | 1:03 | 6500   | raport |
| 19.08.2006 | 20:40 | Kuba      | 3:0   | Korea Południowa | 25:18 | 25:18 | 25:21 |   |   | 75:57 | 1:08 | 3500   | raport |

## Turniej finałowy
Miejsce turnieju:  Rosja – Mała sportowa arena „Łużniki”, Moskwa

Wszystkie godziny według strefy czasowej UTC+03:00.

### Rozgrywki grupowe

#### Grapa E
Tabela
| Lp. | Drużyna             | Pkt | Mecze | Mecze | Mecze | Małe punkty | Małe punkty | Małe punkty | Sety | Sety | Sety  |
| Lp. | Drużyna             | Pkt | M     | W     | P     | zdob.       | str.        | ratio       | wyg. | prz. | ratio |
| --- | ------------------- | --- | ----- | ----- | ----- | ----------- | ----------- | ----------- | ---- | ---- | ----- |
| 1   | Rosja               | 5   | 3     | 2     | 1     | 287         | 261         | 1.100       | 8    | 5    | 1.600 |
| 2   | Francja             | 4   | 3     | 1     | 2     | 325         | 317         | 1.025       | 7    | 8    | 0.875 |
| 3   | Serbia i Czarnogóra | 4   | 3     | 1     | 2     | 241         | 262         | 0.920       | 3    | 8    | 0.375 |

Źródło: FIVB (ang.)
Zasady ustalania kolejności: 1. liczba zdobytych punktów; 2. wyższy stosunek małych punktów; 3. wyższy stosunek setów.
Punktacja: zwycięstwo – 2 pkt; porażka – 1 pkt
     Awans do półfinału
Wyniki spotkań
| Data       | Godz. | Drużyna 1           | Wynik | Drużyna 2           | 1     | 2     | 3     | 4     | 5     | Razem   | Czas | Widzów | *      |
| ---------- | ----- | ------------------- | ----- | ------------------- | ----- | ----- | ----- | ----- | ----- | ------- | ---- | ------ | ------ |
| 23.08.2006 | 20:00 | Rosja               | 3:0   | Serbia i Czarnogóra | 25:20 | 26:24 | 25:18 |       |       | 76:62   | 1:17 | 4401   | raport |
| 24.08.2006 | 20:00 | Francja             | 2:3   | Rosja               | 23:25 | 25:21 | 22:25 | 25:21 | 10:15 | 105:107 | 2:09 | 5520   | raport |
| 25.08.2006 | 17:00 | Serbia i Czarnogóra | 3:2   | Francja             | 26:24 | 22:25 | 25:19 | 20:25 | 18:16 | 111:109 | 2:06 | 4'010  | raport |

#### Grupa F
Tabela
| Lp. | Drużyna  | Pkt | Mecze | Mecze | Mecze | Małe punkty | Małe punkty | Małe punkty | Sety | Sety | Sety  |
| Lp. | Drużyna  | Pkt | M     | W     | P     | zdob.       | str.        | ratio       | wyg. | prz. | ratio |
| --- | -------- | --- | ----- | ----- | ----- | ----------- | ----------- | ----------- | ---- | ---- | ----- |
| 1   | Bułgaria | 6   | 3     | 3     | 0     | 231         | 194         | 1.191       | 9    | 0    | MAX   |
| 2   | Brazylia | 5   | 3     | 2     | 1     | 246         | 258         | 0.953       | 6    | 6    | 1.000 |
| 3   | Włochy   | 3   | 3     | 0     | 3     | 244         | 282         | 0.865       | 3    | 9    | 0.333 |

Źródło: FIVB (ang.)
Zasady ustalania kolejności: 1. liczba zdobytych punktów; 2. wyższy stosunek małych punktów; 3. wyższy stosunek setów.
Punktacja: zwycięstwo – 2 pkt; porażka – 1 pkt
     Awans do półfinału
Wyniki spotkań
| Data       | Godz. | Drużyna 1 | Wynik | Drużyna 2 | 1     | 2     | 3     | 4     | 5 | Razem | Czas | Widzów | *      |
| ---------- | ----- | --------- | ----- | --------- | ----- | ----- | ----- | ----- | - | ----- | ---- | ------ | ------ |
| 23.08.2006 | 14:00 | Brazylia  | 0:3   | Bułgaria  | 17:25 | 23:25 | 20:25 |       |   | 60:75 | 1:21 | 700    | raport |
| 24.08.2006 | 14:00 | Włochy    | 1:3   | Brazylia  | 14:25 | 25:17 | 19:25 | 21:25 |   | 79:92 | 1:37 | 1342   | raport |
| 25.08.2006 | 14:00 | Bułgaria  | 3:0   | Włochy    | 25:20 | 29:27 | 25:19 |       |   | 79:66 | 1:17 | 1038   | raport |

#### Mecze play-off
| Data       | Godz. | Drużyna 1           | Wynik | Drużyna 2 | 1     | 2     | 3     | 4     | 5     | Razem  | Czas | Widzów | *      |
| ---------- | ----- | ------------------- | ----- | --------- | ----- | ----- | ----- | ----- | ----- | ------ | ---- | ------ | ------ |
| 23.08.2006 | 17:00 | Francja             | 3:2   | Włochy    | 25:18 | 23:25 | 23:25 | 25:20 | 15:11 | 111:99 | 2:00 | 1990   | raport |
| 23.08.2006 | 17:00 | Serbia i Czarnogóra | 0:3   | Bułgaria  | 24:26 | 20:25 | 24:26 |       |       | 68:77  | 1:22 | 4550   | raport |
| 23.08.2006 | 20:00 | Rosja               | 2:3   | Brazylia  | 25:15 | 18:25 | 25:13 | 24:26 | 12:15 | 104:94 | 1:57 | 6500   | raport |

### Półfinały
| Data       | Godz. | Drużyna 1 | Wynik | Drużyna 2 | 1     | 2     | 3     | 4     | 5 | Razem  | Czas | Widzów | *      |
| ---------- | ----- | --------- | ----- | --------- | ----- | ----- | ----- | ----- | - | ------ | ---- | ------ | ------ |
| 26.08.2006 | 16:00 | Bułgaria  | 0:3   | Francja   | 21:25 | 20:25 | 20:25 |       |   | 61:75  | 1:16 | 6810   | raport |
| 26.08.2006 | 19:00 | Rosja     | 1:3   | Brazylia  | 19:25 | 19:25 | 29:27 | 27:29 |   | 94:106 | 1:55 | 7695   | raport |

### Mecz o 3. miejsce
| Data       | Godz. | Drużyna 1 | Wynik | Drużyna 2 | 1     | 2     | 3     | 4 | 5 | Razem | Czas | Widzów | *      |
| ---------- | ----- | --------- | ----- | --------- | ----- | ----- | ----- | - | - | ----- | ---- | ------ | ------ |
| 27.08.2006 | 16:00 | Bułgaria  | 0:3   | Rosja     | 20:25 | 19:25 | 19:25 |   |   | 58:75 | 1:11 | 7507   | raport |

### Finał
| Data       | Godz. | Drużyna 1 | Wynik | Drużyna 2 | 1     | 2     | 3     | 4     | 5     | Razem   | Czas | Widzów | *      |
| ---------- | ----- | --------- | ----- | --------- | ----- | ----- | ----- | ----- | ----- | ------- | ---- | ------ | ------ |
| 27.08.2006 | 19:00 | Francja   | 2:3   | Brazylia  | 25:22 | 25:23 | 22:25 | 23:25 | 13:15 | 108:110 | 2:08 | 7257   | raport |

## Klasyfikacja końcowa
| Miejsce | Reprezentacja       |
| ------- | ------------------- |
| złoto   | Brazylia            |
| srebro  | Francja             |
| brąz    | Rosja               |
| 4       | Bułgaria            |
| 5       | Serbia i Czarnogóra |
| 6       | Włochy              |
| 7       | Argentyna           |
| 7       | Kuba                |
| 7       | Polska              |
| 10      | Finlandia           |
| 10      | Korea Południowa    |
| 10      | Stany Zjednoczone   |
| 13      | Chiny               |
| 13      | Egipt               |
| 13      | Japonia             |
| 13      | Portugalia          |

## Nagrody indywidualne
| MVP                    | Giba             |
| Najlepszy punktujący   | Sébastien Ruette |
| Najlepszy atakujący    | Matej Kazijski   |
| Najlepszy blokujący    | Vincent Montméat |
| Najlepszy zagrywający  | André Nascimento |
| Najlepszy rozgrywający | Andrej Żekow     |
| Najlepszy libero       | Aleksiej Wierbow |
| Źródło:                |                  |

## Nadawcy telewizyjni
| Państwo             | Kanał |
| ------------------- | --- |
| Argentyna           | ESPN 2 / ESPN+ |
| Brazylia            | Globo |
| Bułgaria            | BNT |
| Chiny               | Sichuan Television (SCTV) Shanghai Media Group (SMG) Guangdong Television (GDTV) Beijing Television (BTV) Fujian Media Group (FMG) |
| Egipt               | Nile Sports |
| Finlandia           | Urheilukanava |
| Francja             | Eurosport France |
| Grecja              | SuperSport |
| Japonia             | TBS J Sky Sports |
| Korea Południowa    | KBS |
| Kuba                | ICRT – Tele Rebelde |
| Polska              | TVP |
| Portugalia          | Sport TV |
| Rosja               | Płanieta Sport |
| Serbia i Czarnogóra | Radio-Televizija Srbije |
| Stany Zjednoczone   | College Sports Television |
| Włochy              | Sky Italia – Sky Sport |
| Inne                | Eurosport International Al Jazeera Sports                                                                                          |
| Źródło:             | |